# Muddy (Illinois)
Pour les articles homonymes, voir Muddy.
Muddy est un village situé au centre du comté de Saline dans l'Illinois, aux États-Unis,. Le village est incorporé le 27 février 1956.

## Démographie
Lors du recensement de 2010, le village comptait une population de 68 habitants. Elle est estimée, en 2016, à 68 habitants.

### Source de la traduction
- (en) Cet article est partiellement ou en totalité issu de l’article de Wikipédia en anglais intitulé « Muddy, Illinois » (voir la liste des auteurs).